# Voie de la kynurénine

Métabolites de la voie de la kynurénine.

La voie de la kynurénine est une voie métabolique conduisant à la production de NAD+ à partir des produits de dégradation du tryptophane, un acide aminé essentiel.

## Association à des maladies neurologiques
La voie de la kynurénine intervient dans les fonctions physiologiques régissant le comportement, le sommeil, la thermorégulation et la gestation. Elle est également fortement suspectée d'être impliquée dans les processus neurotoxiques associés à diverses maladies neurologiques inflammatoires telles que le syndrome démentiel du SIDA, la maladie d'Alzheimer, la maladie de Huntington, la maladie de Charcot, la maladie de Parkinson et la sclérose en plaques.